# Hippies (川村カオリのアルバム)
『Hippies』（ヒッピーズ）は、1990年7月21日にポニーキャニオン/SEE・SAWから発売された川村かおりの3枚目のアルバム。

## 内容
- 「タンポポの爆撃隊（Dandelion S.Q.N）」を除いて、高橋研の作曲・共同作詞を中心に収録したアルバム。
- シングル「僕たちの国境」は未収録だが、前作「CAMPFIRE」からシングルカットされた「神様が降りて来る夜」のカップリング「金色のライオン」が収録されている。
- 6曲目の『Gypsy Blood』の歌詞の中に、アナスタシアという聖名（クリスチャン・ネーム）が出てくるが、これは川村自身の聖名でもある。

## 収録曲
作詞：高橋研・Kaori　作曲・編曲：高橋研（特記以外）
1. Hobo's Blues
2. City 緑の街で
3. 星空の地下鉄
4. 金色のライオン
5. アフリカのうた
6. Gypsy Blood
7. レジスタンス
8. 淋しい避暑地（マリーシカ）
9. タンポポの爆撃隊（Dandelion S.Q.N）
  - 作詞：PANTA　作曲：松岡モトキ
10. 健康な朝のために（都市計画第38号）
11. パイレーツ
12. 39番目の夢
13. スーベニール